# Pierfrancesco Pavoni
Pierfrancesco Pavoni (Roma, 21 febbraio 1963) è un ex velocista italiano, medaglia d'argento nei 100 metri piani agli Europei di Atene 1982.

## Biografia
È stato il primo italiano a giungere in una finale a livello mondiale nella gara dei 100 metri piani: a Roma, nel 1987, durante i Campionati del mondo di atletica leggera, riuscì a qualificarsi sia nella finale dei 100 sia in quella dei 200 metri. In quell'occasione disputò la gara finale dei 100 metri solo per onorare lo spirito sportivo: una contrattura conseguita nella semifinale ne compromise la forma fisica. L'anno seguente alle Olimpiadi di Seul 1988 non riuscì a ripetere l'impresa.
La sua carriera era iniziata ai Campionati europei 1982 di Atene, quando fu argento nei 100 metri. Spicca l'argento nella staffetta 4×100 metri dell'anno successivo ai Mondiali di Helsinki: la squadra azzurra, composta anche da Carlo Simionato, Stefano Tilli e Pietro Mennea, vinse la medaglia d'argento giungendo dietro la staffetta statunitense e stabilendo il primato italiano con 38 secondi e 37 centesimi, che durò 27 anni fino al 1º agosto 2010.
Pavoni vinse anche due bronzi consecutivi ai mondiali indoor (1987 e 1989), due argenti agli Europei indoor del 1987 e agli Europei indoor del 1990 nei 60 metri e nove titoli italiani, di cui uno anche nei 400 metri piani.
Ha detenuto per 23 anni il record italiano dei 60 metri piani indoor, battuto nel 2013 da Michael Tumi.
Si è ritirato nel 1991, a soli 28 anni.

## Record nazionali

### Seniores
- Staffetta 4×200 metri indoor: 1'22"32 ( Torino, 11 febbraio 1984) (Pierfrancesco Pavoni, Stefano Tilli, Giovanni Bongiorni, Carlo Simionato)

## Palmarès
| Anno | Manifestazione          | Sede         | Evento      | Risultato        | Prestazione | Note                          |
| ---- | ----------------------- | ------------ | ----------- | ---------------- | ----------- | ----------------------------- |
| 1982 | Europei indoor          | Milano       | 60 m piani  | 4º               | 6"68        |                               |
| 1982 | Europei                 | Atene        | 100 m piani | Argento          | 10"25       |                               |
| 1982 | Europei                 | Atene        | 4×100 m     | 4º               | 38"96       |                               |
| 1983 | Giochi del Mediterraneo | Casablanca   | 100 m piani | Oro              | 10"24       |                               |
| 1983 | Mondiali                | Helsinki     | 100 m piani | Quarti di finale | 10"44       |                               |
| 1983 | Mondiali                | Helsinki     | 4×100 m     | Argento          | 38"37       | Record nazionale              |
| 1984 | Giochi olimpici         | Los Angeles  | 100 m piani | Batteria         | 10"72       |                               |
| 1985 | Mondiali indoor         | Parigi       | 60 m piani  | Batteria         | 6"80        |                               |
| 1987 | Mondiali indoor         | Indianapolis | 60 m piani  | Bronzo           | 6"59        |                               |
| 1987 | Europei indoor          | Liévin       | 60 m piani  | Argento          | 6"58        |                               |
| 1987 | Mondiali                | Roma         | 100 m piani | 7º               | 16"23       |                               |
| 1987 | Mondiali                | Roma         | 200 m piani | 7º               | 20"45       | Miglior prestazione personale |
| 1987 | Mondiali                | Roma         | 4×100 m     | 7º               | 39"62       |                               |
| 1988 | Europei indoor          | Budapest     | 60 m piani  | 5º               | 6"64        |                               |
| 1988 | Giochi olimpici         | Seul         | 100 m piani | Quarti di finale | 10"33       |                               |
| 1988 | Giochi olimpici         | Seul         | 4×100 m     | 5º               | 38"54       |                               |
| 1989 | Mondiali indoor         | Budapest     | 60 m piani  | Bronzo           | 6"61        |                               |
| 1989 | Europei indoor          | L'Aia        | 60 m piani  | 4º               | 6"62        |                               |
| 1990 | Europei indoor          | Glasgow      | 60 m piani  | Argento          | 6"59        |                               |

## Campionati nazionali
1982
- Oro ai campionati italiani assoluti, 100 m piani - 10"39

1983
- Argento ai campionati italiani assoluti, 200 m piani - 20"49
- Oro ai campionati italiani assoluti, 100 m piani - 10"26

1986
- Bronzo ai campionati italiani assoluti, 200 m piani - 20"95
- Bronzo ai campionati italiani assoluti, 100 m piani - 10"57

1987
- Oro ai campionati italiani assoluti indoor, 60 m piani - 6"61

## Altre competizioni internazionali
1982
- Argento al Golden Gala ( Roma), 200 m piani - 20"87

1983
- Argento al Golden Gala ( Roma), 100 m piani - 10"26

1985
- 7º al Golden Gala ( Roma), 400 m piani - 46"29